# Зив, Михаил Давидович
Михаил Давидович Зив (15 октября 1947, Ленинград — 1 июля 2015, Тель-Авив) — русский поэт.

## Биография
Родился в Ленинграде. Отец — российский радиохимик Д. М. Зив, лауреат Ленинской и Сталинской премий.
Стихи начал писать в школе. В 1961—1962 годах начались первые публикации в коллективных сборниках, в которых участвовали также Виктор Кривулин, Сергей Стратановский, Ольга Бешенковская. Учился на химфаке ЛГУ. Работал библиотекарем, грузчиком, бутафором, водителем автобуса.
С 1992 года жил в Тель-Авиве. Член Союза русскоязычных писателей Израиля. Наряду с Григорием Марговским, Виктором Голковым, Аркадием Хаенко и др. с 1997 года являлся постоянным членом Тель-Авивского Клуба Литераторов (ТАКЛ).
Публиковался в периодических изданиях, альманахах и антологиях в России, Израиле, США, Германии, Франции. Постоянный автор «Иерусалимского журнала». Представлен в антологии «Освобождённый Улисс» (сост. Дмитрий Кузьмин). В 2003 году в Израиле вышла книга «Мёд из камфоры». Лауреат премии им. Юрия Штерна за вклад в развитие израильского искусства за 2009 год.
В 2013 году в Романтическом театре Юрия Томошевского по стихам М. Зива, Елены Аксельрод, Семёна Гринберга и Елены Игнатовой был поставлен поэтический спектакль «Четыре карты».
Лауреат арт-фестиваля «Залай, Бродячая собака!» (Санкт-Петербург, 2014 год).
Скончался 1 июля 2015 года в Тель-Авиве.

## Критика
В 2016 году в Иерусалиме в серии «Библиотека Иерусалимского журнала» вышла книга «Из переписки с Лавинией», подготовленная поэтом ещё при жизни. По мнению Е. Игнатовой отличительными чертами книги являются «плотность текста, метафорическая насыщенность, сочетание искренности с иронией».
Литературовед Л. Е. Черкасский охарактеризовал поэзию М. Зива как «лирику по самой строчечной сути».

## Публикации
- «Иерусалимский журнал» , № 4 (2000), 10 (2001), 17 (2004), 23 (2006), 30 (2009), 38 (2011), 43 (2013), 51 (2015).
- «Связь времен» (Сан-Хосе, Калифорния), № 1 (2009)[7].
- «Интерпоэзия» (Нью-Йорк), № 2 (2008), 2 (2015).
- «LETTRES RUSSES», на фр. яз. (Париж), № 38 (2007).
- «Крещатик» (Германия), вып.11 (2001).
- «Антология современной русскоязычной израильской поэзии» — Иерусалим: 2005.
- «120 поэтов русскоязычного Израиля» (сост. М. Беркович и Э.Ракитская) — Тель-Авив-Москва: Э. Р. А., 2005.
- «Освобожденный Улисс: Современная русская поэзия за пределами России.» — М.: НЛО, 2004 и др.

## Книги
- «Мед из камфоры» — Иерусалим-Тель-Авив, 2003. ISBN 5-93721-400-5
- «Из переписки с Лавинией» — «Библиотека Иерусалимского журнала», Творческое объединение «Иерусалимская антология», Иерусалим, 2016, ISBN 978-965-553-094-0